# Dmitri Rozinkevich
Dmitri Vasílievich Rozinkevich –en ruso, Дмитрий Васильевич Розинкевич– (Svetly, URSS, 1 de octubre de 1974) es un deportista ruso que compitió en remo.
Participó en dos Juegos Olímpicos de Verano, en los años 1996 y 2000, obteniendo una medalla de bronce en Atlanta 1996, en la prueba de ocho con timonel.
Ganó una medalla de bronce en el Campeonato Mundial de Remo de 1999 y una medalla de plata en el Campeonato Europeo de Remo de 2008.

## Palmarés internacional
| Juegos Olímpicos   | Juegos Olímpicos         | Juegos Olímpicos  | Juegos Olímpicos |
| Año                | Lugar                    | Medalla           | Prueba           |
| ------------------ | ------------------------ | ----------------- | ---------------- |
| 1996               | Atlanta (Estados Unidos) | Medalla de bronce | Ocho con timonel |
| Campeonato Mundial |                          |                   |                  |
| Año                | Lugar                    | Medalla           | Prueba           |
| 1999               | St. Catharines (Canadá)  | Medalla de bronce | Ocho con timonel |
| Campeonato Europeo |                          |                   |                  |
| Año                | Lugar                    | Medalla           | Prueba           |
| 2008               | Maratón (Grecia)         | Medalla de plata  | Ocho con timonel |